# River Doree (Ort)
River Doree (Riviére Dorée) ist eine Siedlung im Quarter (Distrikt) Choiseul im Süden des Inselstaates St. Lucia in der Karibik. 2015 hatte der Ort 109 Einwohner.

## Geographie
Die Siedlung liegt im Süden der Insel im Mündungsbereich des Doree River zwischen den Siedlungen La Fargue (W, N), Debreuil (N), Morne Lezard Estate (NO), sowie Bongalo und Tete Morne (O) und an der Grenze zum Parish Laborie im Osten.
Die Küste im Süden bildet die Anse de la Rivière Dorée.

## Klima
Nach dem Köppen-Geiger-System zeichnet sich River Doree durch ein tropisches Klima mit der Kurzbezeichnung Af aus.